# Somerton (Norfolk)
Pour les articles homonymes, voir Somerton.
Somerton est une paroisse civile et un village du Norfolk, en Angleterre.